# ATKランチ・システムズ・グループ

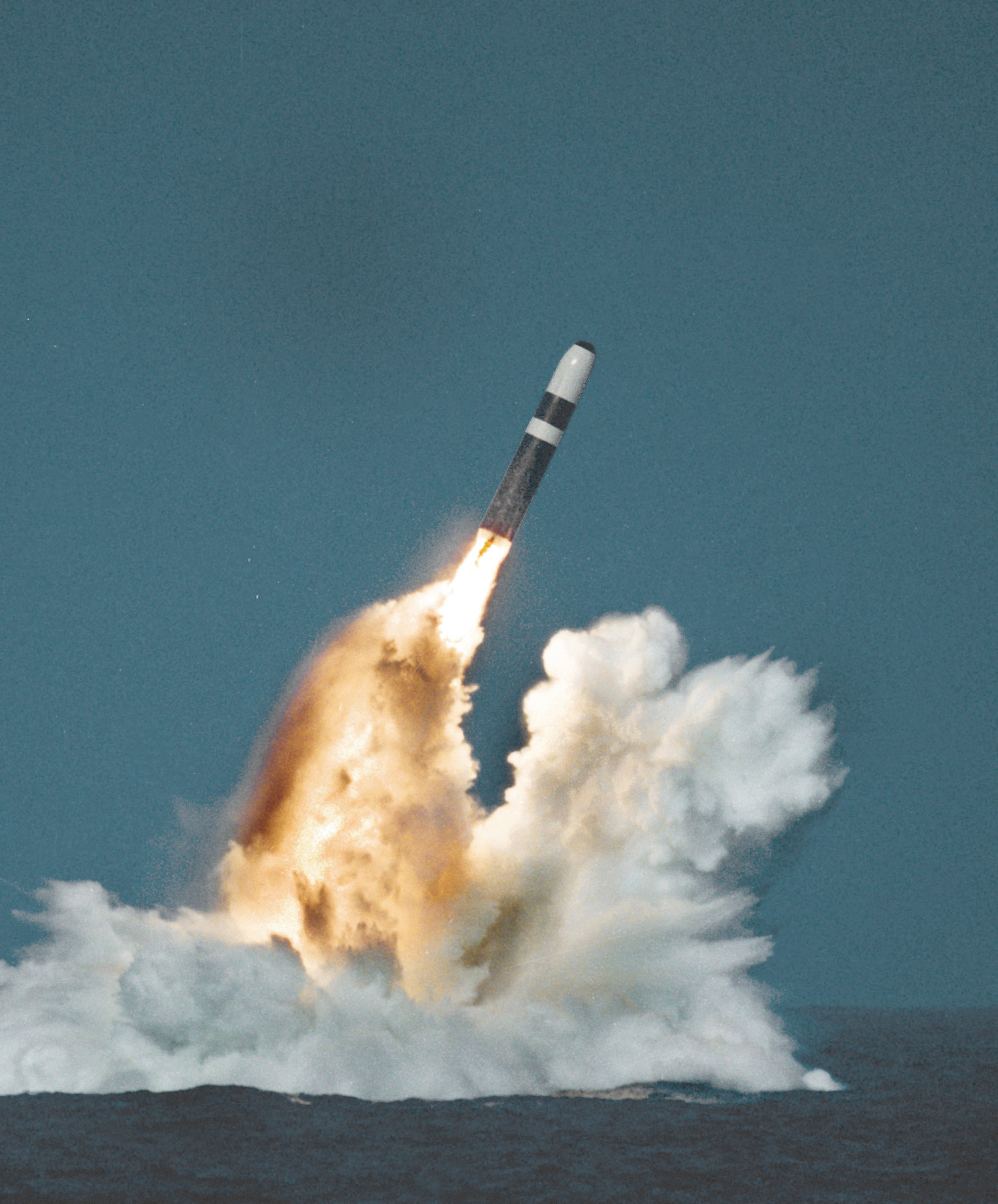
発射直後のトライデントII（D5）FBM。サイオコール製の第1段固体燃料ロケット・エンジンを点火している。

ATKランチ・システムズ・グループ（英: ATK Launch Systems Group）は、初期にはゴム及び関連した化学製品に携わり、後にロケットとミサイルの推進システムに携わるアメリカ合衆国の企業である。ATKとは親会社のアライアント・テックシステムズ（Alliant Techsystems Inc.）の略（NYSEコード）である。
2006年に現在の社名になるまで、社名は一定ではなかったものの常にThiokolの名が入っていた。Thiokolは、同社の最初の製品のポリサルファイド系ポリマーの商品名で、ギリシア語で硫黄を意味するΘειο（theio）と接着剤を意味するκολλα（kolla）の混成語である。
日本では、東レによるポリサルファイドポリマのライセンス製品の商標「チオコールLP」があるため「チオコール」と呼ばれることもあるが、ロケット関係をはじめとして一般には「サイオコール」というカタカナ書きが広く使われている（たとえば文科省によるロケット関連の資料等）。この記事では前述の東レの製品以外については「サイオコール」を使っている。
同社は、合併・分割・買収・売却を繰り返す間に次のように社名が変わった。
- サイオコール・ケミカル（Thiokol Chemical Company）- 設立当初
- モートン-サイオコール（Morton-Thiokol Inc.）
- コーダント・テクノロジー（Cordant Technologies Inc.）
- サイオコール・プロパルション（Thiokol Propulsion）
- ATKサイオコール（ATK Thiokol）
- ATKランチ・システムズ・グループ（ATK Launch Systems Group）
- ATKエアロスペース・グループ（ATK Aerospace Group）- 2013-2015年2月まで
- オービタルATK（Orbital ATK Inc.）-2015年2月10日にオービタル・サイエンシズ社と合併[3]。

## 略史
1929年にサイオコール・ケミカル社が設立された。その最初の事業は合成ゴムとポリマー・シーラントの製造であり、同社は第二次世界大戦中の液体ポリマー・シーラントの主要な供給元であった。
ジェット推進研究所の科学者がサイオコールのポリマーから理想的なロケット燃料の製造が可能であることを発見したとき、サイオコールは新しい分野へ進出することとなった。メリーランド州エルクトンに研究所、後にアラバマ州ハンツビルのレッドストーン兵器廠とエルクトンに生産施設を設けた。ハンツビルでは、XM33ポラックス、TX-18ファルコン及びTX-135ナイキ・ゼウス・システムを製造したが、1996年に閉鎖された。1950年代中頃に、同社はロケット試験射場のためにユタ州に広大な土地を購入し、ユタ州マグナとプロモントリー（スペース・シャトルのSRB（固体燃料ロケット・ブースター）の故郷）で主要な事業を展開し続ける。
同社の現在の本部はブリガムシティにある。2005年現在、同社は世界中で4,000人以上の従業員を擁し、年商はおよそ8億4,000万ドルである。

## 沿革
- 1929年 - サイオコール・ケミカル社設立。
- 1949年 - TX-18 ファルコン・ミサイル（世界初の固体燃料によるミサイル・システム）を製造。
- 1957年 - 来たるべきミニットマンの契約を見越してユタ州ブリガムシティーに工場を建設。
- 1957年 - サイオコール・ハンツビルが、XM33ポラックス・ミサイルを製造。
- 1958年 - リアクション・モーターズ社（RMI）（液体燃料ロケット・エンジン・システムのメーカー）と合併。
- 1958年 - LGM-30ミニットマンICBMシステムの第1段エンジンのTU-122ロケット・エンジンの製造契約獲得。
- 1959年 - サイオコール・ハンツビル、アトラス・ロケットで使われるCASTOR外部取付け式ブースター・ロケットを製造。
- 1974年 - スペース・シャトル用固体燃料ロケットブースター（SRB）の製造契約獲得。
- 1978年 - スキーリフト事業をCTECに、雪装置事業をローガン・マニュファクチャリング社（Logan Manufacturing, LMC）に売却する。ジョン・デロリアンがオーナーとなる。
- 1980年 - オハイオ州シンシナティのカーライル・ケミカル社を買収。
- 1982年 - サイオコールは、モートン-ノリッジ・プロダクツ（モートン・サルト事業、Simoniz自動車製品ブランド、及び様々な化学事業を保有）と合併し、モートン・サイオコール社（Morton Thiokol Incorporated, MTI）となる。
- 1986年 - MTI社製SRBのOリング欠陥により、チャレンジャー号爆発事故を引き起こす。
- 1989年 - モートン・サイオコールは、大部分の化学事業をモートンに分割し、推進システム事業はサイオコール社（Thiokol Inc.）になる。
- 1998年 - 社名をコーダント・テクノロジー（Cordant Technologies）に変更。
- 2000年 - アルコアの2つの部門、ホーメット・キャスティングス（Howmet Castings）とハック・ファステネーズ（Huck Fasteners）と合併し、AICグループ（Alcoa Industrial Components）となる。
- 2001年 - アライアント・テックシステムズ社（Alliant Techsystems, ATK）（ハネウェルから防衛部門を分離した企業）は、AIC/アルコアからサイオコールと関連した企業を買収することに29億ドルを投じる。ATKはトライデント・ミサイルの第3段ロケット・エンジンを製造したが、ハーキュリーズ・エアロスペース社（Hercules Aerospace Co.）（第2段エンジンの製造業者）を以前に買収しており、サイオコール（第1段エンジンを製造）の買収で、ATKはアメリカの固体燃料ロケット市場の最大のシェアを獲得した。
- 2005年 - NASAのコンステレーション計画のアレスI打ち上げロケット第1段ロケット・エンジンの製造契約を獲得。
- 2006年 - ATK-サイオコールの社名をATKランチ・システムズ・グループに変更。
- 2014年4月29日 - アライアント・テックシステムズ社のエアロスペース・防衛グループが、オービタル・サイエンシズ社と対等合併することを発表。
- 2015年2月10日 - オービタル・サイエンシズとの合併によりオービタルATKとなる。

## 製品

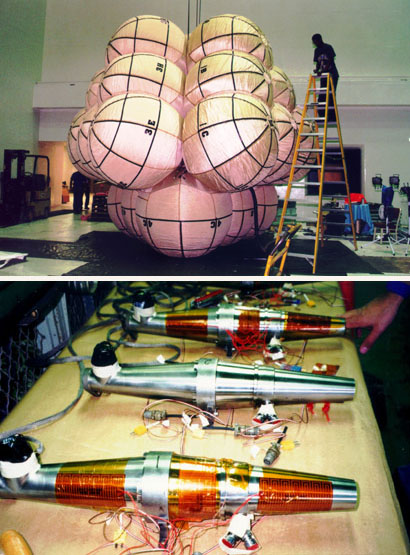
サイオコールのガス発生器がマーズ・パスファインダーでエアバッグに使用された。テスト中の完成したエアバッグ・アセンブリ（写真上）。エアバッグをふくらますのに用いられる3つのチタン・サイオコール・ガス発生器（写真下）

RMIとATKランチ・システムズの航空宇宙部門によって製造される製品は、サブロック、パーシング、ピースキーパー、ポセイドン、ミニットマン、トライデントI及びトライデントIIの各ミサイルで使われるロケット・モーターを含む。ATKランチ・システムズは、AIM-9 サイドワインダー、AGM-88 HARM、AGM-65 マーベリック、AGM-69 SRAM及びAIR-2 ジニーを含む多数のアメリカ軍のミサイル・システムのエンジンを製造する。
サイオコールは、マーキュリー計画及びジェミニ計画の軌道修正モーター、アポロ計画のロケットの各段及び分離ロケット・モーター、パイオニア計画、サーベイヤー計画、ボイジャー計画及びマゼラン計画の各ミッションのロケット・モーター、デルタ・ロケットの改良CASTERブースター及びスペース・シャトルの固体燃料ロケット・ブースターを含むアメリカ合衆国の宇宙開発用の様々な液体燃料及び固体燃料ロケット・モーターを製造した。また、日本の宇宙開発でもStar-37N型固体ロケットエンジンがN-Iロケット、Star-37E型固体ロケットエンジンがN-IIロケットで使用され、N-I及びN-IIの両方の補助ロケットとしてキャスター2型固体ロケットが使用された（いずれも日産自動車のライセンス生産）。
リアクション・モーターズ（RMI）のエンジンはX-1及びX-15実験機に使用され、後にサイオコールの技術がティア・ワン個人用有人宇宙機でも使われた。2006年3月1日に、NASAはATKランチ・システムズがアレスIとして知られる新型CLV（Crew Launch Vehicle）の主契約者であると発表した。アレスIは、アレスVとして知られる大積載能力CaLV（Cargo Launch Vehicle）の5段SRBを伴い、オリオン宇宙船（以前、CEV（Crew Exploration Vehicle）として知られていた。）を低衛星軌道に投入する。
スキー・リフトに加えて、サイオコールはスノーモービルと雪上車両を含むスキー・リゾートのための製品を製造した。同社がそのロケット製品と関連したテクノロジーに集中するために会社自体を再構成したことに伴い、これらの事業は1978年に分離された。
サイオコールは、航空機の射出座席で使われる短時間燃焼ロケット・エンジンの先駆者である。同社は最も初期の実用的なエアバッグ・システムも多数生産した。そして、バッグをふくらますのに用いられるアジ化ナトリウム発熱ガス高速発生器（インフレーター）を開発した。宇宙探査（マーズ・パスファインダーは、サイオコールのエアバッグで火星でバウンドした）と自動車のエアバッグに導入される前に、アメリカの軍用機が最初にサイオコール・エアバッグを使用した。リンカーン・タウンカーからマツダ・MX-5/ミアータに至るまで、ATKランチ・システムズのガス発生器は世界中で売られる60%以上のエアバッグの中核を成す。

## スペースシャトル・チャレンジャー事故
スペースシャトル・チャレンジャーの事故は1986年1月28日の午前11:39（EST）に起こった。チャレンジャーは発射されてから73秒後に爆発・分解した。
1986年後半、ロジャーズ委員会とアメリカ合衆国下院科学技術委員会はチャレンジャー事故が右の固体ロケット・ブースターの接続部分を密封するOリングの欠陥に起因し、Oリングから高温高圧のガスと最終的に炎を吹き出し、それが隣接した外部燃料タンクに接触し、構造の障害を引き起こしたとの判断を下した。Oリングの欠陥は、発射日の気温の低下を含む要因によってあまりに簡単に性能が損なわれることがある、不完全な設計のものによると考えられた。
破損したOリング（材質：ヴァイトン　フッ素ゴムの一種）は、モートン-サイオコールによって製造されたが、NASAの仕様は、そのような低温で適切に機能することを要求していなかった。発射サイトがフロリダ州にあったので、固体燃料ロケット・ブースター（SRB）の設計仕様は氷点より上の 40 °F (4 °C) を下限としていた。発射の直前の故障部位付近の温度の計測結果は、夜間の気温が 20°F 台であったために、26 °F (−3 °C)だった。接続Oリングにおいてそうした条件の下で、ヴァイトンは 25 °F (−4 °C) の場合より 45 °F (7 °C) の場合のほうがおよそ2倍速く圧縮から回復することを確かめている。下院委員会のレポートでは、発射前の接続部の氷がOリングの密封に同様に影響していたかもしれなかったとした。